# Zaitzevia yaeyamana
Zaitzevia yaeyamana là một loài bọ cánh cứng trong họ Elmidae. Loài này được Satô miêu tả khoa học năm 1963.